# Love 119
『Love 119』（ラブ・ワンワンナイン） は、韓国のボーイズグループ・RIIZEのデジタルシングル。2024年1月5日にカカオエンターテインメントより発売された。また、同月24日には、日本語バージョン『Love 119 (Japanese Ver.)』が発売された。

## 概要
2023年10月に発売されたシングル「Talk Saxy」以来、約2ヶ月ぶりに披露する新曲であり、韓国のバンド・ iziのヒット曲「救急室」をサンプリングした歌である。
甘美なピアノリフとビート感のあるドラムラインの対比が夢幻的な雰囲気を醸し出すポップダンス曲であり、歌詞には、突然やってきた初恋の感情を、緊急事態に例えて表現されている。また、ショウタロウとウォンビンが振付制作に参加している。
リリースと同時に、日本の公式SNSアカウントがオープンし、ユニバーサルミュージックのオフィシャルサイト内にRIIZEのページも公開された 。また、発売を記念したポップアップストアが日韓で開催された。

## 収録曲
1. Love 119 [2:53]
  - 作詞：Da-Seul Jeong / ChaMane / Seol-Ree Moon / Yun-Kyoung Cho
  - 作曲：Jason Hahs / Colin Magalong / David Wilson / MZMC
  - 編曲：dawilly / MZMC

## チャート成績
公開直後から主要音源チャートにチャートインした。8日現在、MelOn HOT100（発売30日以内基準）とBugsリアルタイムチャートで1位を獲得している。韓国の音楽番組では2冠王を記録した。
また全世界9地域のiTunesトップソングチャートで1位を獲得、全世界16カ国でTOP10ランクインし、中国のQQミュージック急上昇チャート1位、日本のLINEミュージックリアルタイムソングTOP10チャート1位など、海外チャートでも好成績を得ている。
特にMelonでは、週間チャートで音源公開1週目に22位で初めてチャートインした後、2週目10位、3週目7位、4週目6位と毎週順位を上げ、5週目には自己最高順位となる4位（2月5～11日）を獲得。TOP100チャートでも5位にランクインし、第5世代ボーイズグループで初のTOP5入りを果たした。
さらに、同期間のチャートで「Get A Guitar」が14位、「Talk Saxy」が87位にランクインし、「Love 119」の人気とともにRIIZEの既発曲も同時に連日順位を上げて話題を集めており、“ライジング音源強者”の面貌を再び立証した。

## 受賞歴
音楽番組首位
| 年     | 受賞歴                                                                         |
| ------ | ------------------------------------------------------------------------------ |
| 2024年 | - Love 119（2冠） - 1月18日：Mnet『M COUNTDOWN』 - 1月21日：SBS『SBS人気歌謡』 |

## Love 119 (Japanese Ver.)
『Love 119 (Japanese Ver.)』は、韓国のボーイズグループ・RIIZEのデジタルシングル。2024年1月24日にカカオエンターテインメントより発売された。

### 概要
本楽曲は、2024年1月5日にリリースし、iTunesトップ・ソング・チャート全世界9ヶ国で1位を獲得、全世界16ヶ国でトップ10ランクインするヒット曲となっているデジタルシングル『Love 119』の日本語バージョン。今作がRIIZE初の日本語楽曲となっている。

### 収録曲
1. Love 119 (Japanese Ver.) [2:53]
  - 作詞：Mahiro
  - 作曲：Jason Hahs / Colin Magalong / David Wilson / MZMC
  - 編曲：dawilly / MZMC

### プロモーション
- Venue101 紅白振り返りSP（2024年1月27日、NHK総合）[18]
- ミュージックステーション（2024年3月8日、テレビ朝日）[19]
- めざましテレビ（2024年4月15日、フジテレビ）[20]
- THE FIRST TAKE（2024年4月3日、YouTube）[21]

### タイアップ
| 起用年 | タイトル                 | タイアップ                      |
| ------ | ------------------------ | ------------------------------- |
| 2024年 | Love 119 (Japanese Ver.) | ドリームファクトリー「GESKE」CM |

## ミュージックビデオ

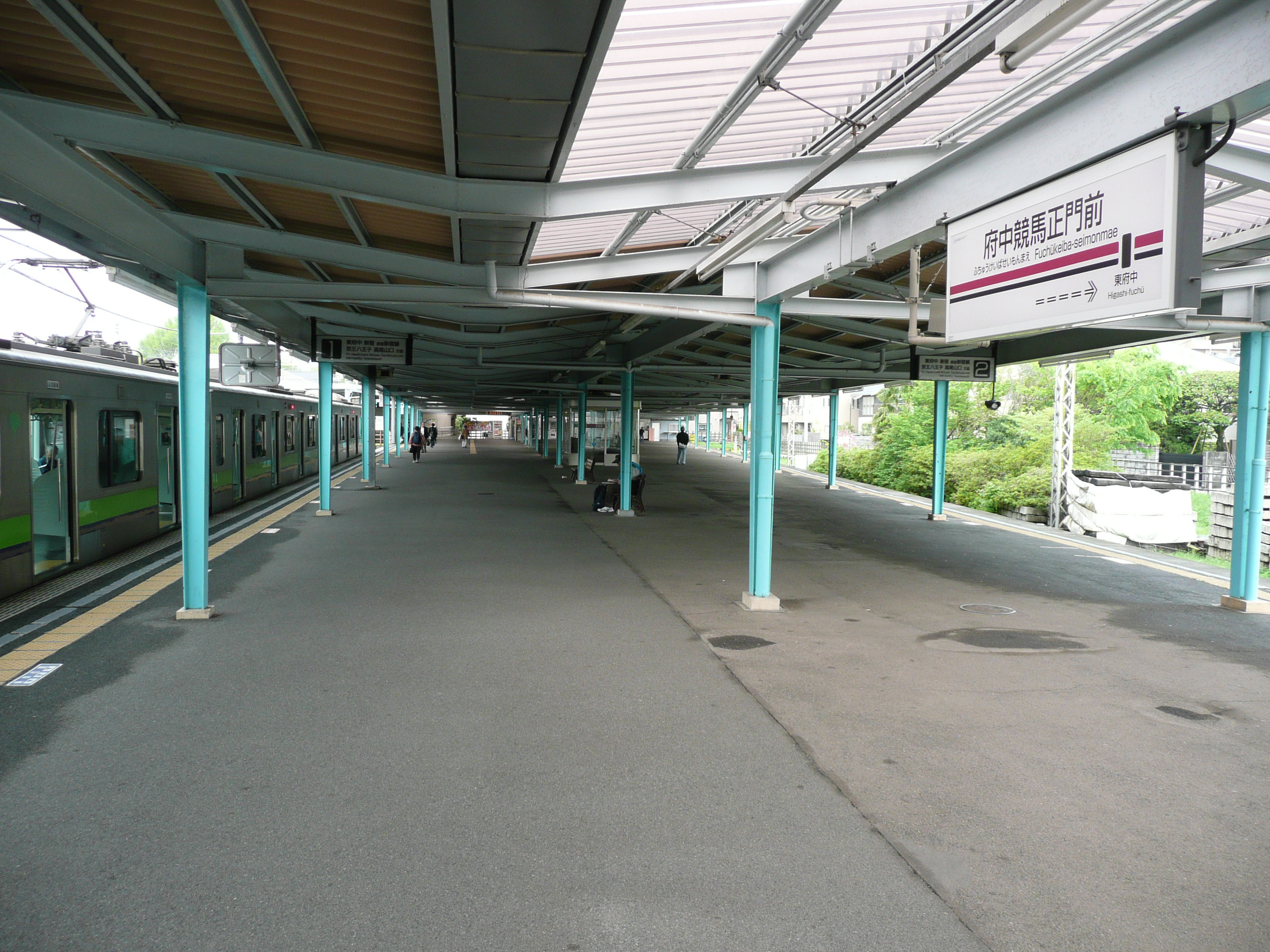
府中競馬正門前駅

| 「     | 今の季節にぴったりな楽曲だ。早く聞いていただきたくて、冬が来るのをずっと待っていた。歌詞にもストーリーがあるので、感情表現に集中して聞いていただきたい。 メンバーたちがみんな感情を込めた演技に初挑戦した。新しい経験だった。撮影が終わった後にも余韻が残った。各メンバーのキャラクターに与えられたストーリーを解釈しながら鑑賞すると、もっと面白いと思う。 | 」 |
| —RIIZE | |    |

日本で撮影が行われたミュージックビデオには、学生に変身したRIIZEにふと訪れた初恋がドラマ仕立ての演出で表現された。また、オリジナルバージョンのMVでは、冒頭のシーンをソヒが担当しているが、日本語版では日本人メンバーのショウタロウが日本語で演じるなど、一味違ったストーリーになっている。

## 関連動画
| 公開日        | タイトル                 | タイトル          | リンク |
| ------------- | ------------------------ | ----------------- | ------ |
| 2024年1月1日  | Love 119                 | MV Teaser         | ▶︎      |
| 2024年1月5日  | Love 119                 | MV                | ▶︎      |
| 2024年1月6日  | Love 119                 | Performance Video | ▶︎      |
| 2024年1月7日  | Love 119                 | MV Reaction       | ▶︎      |
| 2024年1月8日  | Love 119                 | MV Behind#1       | ▶      |
| 2024年1月11日 | Love 119                 | MV Behind#2       | ▶      |
| 2024年1月14日 | Love 119                 | MV Behind#3       | ▶      |
| 2024年1月27日 | Love 119                 | Recording         | ▶︎      |
| 2024年2月4日  | Love 119                 | Dance Lesson      | ▶      |
| 2024年5月29日 | Love 119                 | Stage Cam         | ▶      |
| 2024年6月17日 | Love 119                 | Audio             | ▶︎      |
| 2024年1月24日 | Love 119 (Japanese Ver.) | MV                | ▶︎      |
| 2024年1月26日 | Love 119 (Japanese Ver.) | Dance Practice    | ▶︎      |
| 2024年4月3日  | Love 119 (Japanese Ver.) | THE FIRST TAKE    | ▶︎      |

## リリース日程
| 地域 | 日付                       | 規格 | レーベル                 |
| ---- | -------------------------- | ---- | ------------------------ |
| 韓国 | 2024年1月5日               | 配信 | SM／カカオ               |
| 世界 | 2024年1月5日               | 配信 | SM／カカオ               |
| 日本 | 2024年1月5日               | 配信 | ユニバーサルミュージック |
| 韓国 | 2024年1月24日 (日本語Ver.) | 配信 | SM／カカオ               |
| 世界 | 2024年1月24日 (日本語Ver.) | 配信 | SM／カカオ               |
| 日本 | 2024年1月24日 (日本語Ver.) | 配信 | ユニバーサルミュージック |